# Argyrolepidia fervida
Argyrolepidia fervida là một loài bướm đêm trong họ Noctuidae.